# Sellnickiobovella negreai
Sellnickiobovella negreai es una especie de arácnido del orden Mesostigmata de la familia Dinychidae.

## Distribución geográfica
Se encuentra en Cuba.